# Clann na Talmhan
Clann na Talmhan ([ˈkl̪ˠan̪ˠ n̪ˠə t̪ˠal̪ˠuːnˠ], Family/Children of the land; anciennement connu sous le nom de National Agricultural Party) est un parti politique irlandais actif entre 1939 et 1965.

## Formation et croissance
Clann na Talmhan a été fondée le 29 juin 1939 à Athenry, dans le comté de Galway, à la suite de l'échec des pourparlers d'unification entre la Fédération des agriculteurs irlandais (IFF) et les représentants des agriculteurs du Connacht sur la question du paiement des taxes. Bien que l'IFF ait appuyé la réduction totale des coûts, l'opinion du Connacht était que les plus gros agriculteurs ne devraient pas être libérés de toutes leurs obligations de paiement des taxes. Si cela se produisait, l'opinion occidentale était que la fiscalité indirecte augmenterait inévitablement et que les petits agriculteurs et les travailleurs se retrouveraient sensiblement moins bien lotis.

## Résultats
| Élection | Sièges   | ±  | Position | Voix    | %     | Gouvernement                  | Leader            |
| -------- | -------- | -- | -------- | ------- | ----- | ----------------------------- | ----------------- |
| 1943     | 10 / 138 | 10 | 4e       | 130 452 | 9,8%  | Opposition                    | Michael Donnellan |
| 1944     | 9 / 138  | 1  | 3e       | 122 745 | 10,1% | Opposition                    | Joseph Blowick    |
| 1948     | 7 / 147  | 2  | 5e       | 73 813  | 5,6%  | Coalition (FG-LP-CnP-CnT-NLP) | Joseph Blowick    |
| 1951     | 6 / 147  | 1  | 4e       | 38 872  | 2,9%  | Opposition                    | Joseph Blowick    |
| 1954     | 5 / 147  | 1  | 4e       | 51 069  | 3,8%  | Coalition (FG-LP-CnT)         | Joseph Blowick    |
| 1957     | 3 / 147  | 2  | 5e       | 28 905  | 2,4%  | Opposition                    | Joseph Blowick    |
| 1961     | 2 / 144  | 1  | 4e       | 17 693  | 1,5%  | Opposition                    | Joseph Blowick    |

### Sources
- (en) Cet article est partiellement ou en totalité issu de l’article de Wikipédia en anglais intitulé « Clann na Talmhan » (voir la liste des auteurs).
- Clann na Talmhan: Ireland’s last farmers’ party, sur historyireland.com